# 萧伯芝
蕭伯芝，原名尚伯芝，字子玉。明朝武官。
万历三十九年（1611年）为盖州卫中所试百户，当时巡按辽东的熊廷弼评价他“束发从戎，矢心灭虏，敢战风云，若壮久防，霜露为劳”，列入推荐名单。萬曆四十二年（1614年）甲寅四月，辽东巡抚郭光复为调解努尔哈赤与叶赫部的争端并控制努尔哈赤，派时任备御的萧伯芝至建州“宣谕”。萧伯芝詐稱大臣，乘八擡轎，作威勢強，令拜旨，述書中古今興廢之故、種種不善之言。努尔哈赤曰：“虛言恐嚇，何為下拜？”善言善對，惡言惡對，竟不覽其書，令之回。《明季北略·卷一》所记，萧伯芝偽稱都督，責問努爾哈赤為何不向明廷進貢蜂蜜，努爾哈齊百般受辱，稱之“遼陽無賴”。此事後來成為努爾哈赤反明的七大恨之七。